# Onthophagus murgon
Onthophagus murgon é uma espécie de inseto do género Onthophagus, família Scarabaeidae, ordem Coleoptera.

## História
Foi descrita cientificamente por Monteith & Storey em 2013.